# Edit Ahrenlöf
Edit Adelina Maria Ahrenlöf, född 21 juni 1883, död 30 juli 1960 i Göteborg, var en svensk lärare och skolledare. Hon författade även läroböcker och skönlitterära arbeten.
Ahrenlöf var dotter till köpmannen Olof Ahrenlöf och Helena Andersson. År 1905 examinerades hon från Privata högre lärarinneseminariet i Stockholm och tjänstgjorde därefter som ämneslärare i Katrineholm och vid Lychouska skolan i Stockholm (1911–1925). Åren 1925–1943 var hon föreståndarinna för Karlstads högre elementarläroverk för flickor. Efter pensioneringen flyttade hon tillbaka till Göteborg.
Åren 1922–1942 var Ahrenlöf styrelseledamot i  Svenska skolornas fredsförening och under större delen av åren 1939–1945 ordförande i Fredrika Bremerförbundets Karlstadskrets. År 1943  tilldelades Edit Ahrenlöf guldmedaljen "För medborgerlig förtjänst" i åttonde storleken. Hon är begravd på Östra kyrkogården i Göteborg.